# M. Il figlio del secolo
M. Il figlio del secolo è un romanzo storico scritto da Antonio Scurati che narra l'ascesa al potere di Benito Mussolini. Con questo romanzo Antonio Scurati ha vinto il premio Strega 2019.  
Dal libro è stata tratta una serie tv omonima. 

## Struttura e trama del romanzo
La storia, narrata in terza persona, inizia il 23 marzo 1919 e termina il 3 gennaio 1925, raccontando in forma letteraria l'ascesa al potere di Benito Mussolini. Al principio di ogni capitolo vengono indicati luogo, data e il personaggio che ne è protagonista, mai fittizio. Sempre al fine di comunicare al meglio la natura storica dell'opera, il libro è arricchito da ricorrenti fonti dell'epoca di nota autorevolezza, come il Corriere della Sera o documenti della pubblica amministrazione. M. Il figlio del secolo viene considerato il primo romanzo sulla figura di Benito Mussolini. Il libro si apre infatti con la fondazione dei Fasci italiani di combattimento, evento narrato attraverso gli occhi del Duce, e ripercorre gli eventi che fra il 1919 e il 1925 hanno indelebilmente segnato la storia d'Italia fino all'omicidio di Giacomo Matteotti.

## Ricezione
Il volume, di oltre 800 pagine, ha venduto più di 120 000 copie, ottenendo uno straordinario successo di pubblico. Il suo autore definisce quest'opera come un "romanzo documentario" ma nonostante si tratti di un romanzo storico, l'opera è stata stroncata da alcuni storici e studiosi per la mole di errori contenuti, la poca accuratezza storica e la narrazione romanzesca non fedele al reale svolgimento dei fatti: Ernesto Galli della Loggia ha affermato che "bisogna pensare che tra le recensioni plebiscitariamente favorevoli, spesso entusiastiche, chi ne ha parlato non abbia notato gli svarioni di cui sopra apparendogli questi insignificanti o perché condivideva con il suo autore il medesimo livello di conoscenza della storia patria. In entrambi i casi un esempio non proprio esaltante, anche qui, di quale Paese sia l’Italia attuale”; Giordano Bruno Guerri afferma che sia "un'opera di narrativa travestita da saggio storico"; 
Nunzio Dell'Erba di PangeaNews afferma che "si viene storditi dalle  continue distorsioni"; Rossana Rossanda de Il manifesto afferma che "Scurati è incorso in diversi errori storiografici"; Gianluigi Simonetti de Il Sole 24 Ore definisce l'opera come "piena di cliché e troppo impegnata a funzionare efficacemente sul piano narrativo, ricorre a mezzi anche spicci: tutto è enfatico e greve e i personaggi sono sbozzati attraverso caratterizzazioni brutali"; Carlo Troilo de Il Fatto Quotidiano afferma che "l'opera non è un romanzo ma neanche un libro di storia perché non aggiunge nulla di nuovo a quanto già si conosce di Mussolini e si concentra eccessivamente sulle avventure amorose del Duce";

## Podcast
Dal romanzo nasce un podcast interpretato da Marco Paolini ed edito dalla versione online de La Repubblica.

## Adattamenti
Massimo Popolizio ha portato in scena dal 2 febbraio 2022 M Il figlio del secolo al Teatro Strehler di Milano, collaborazione alla drammaturgia Lorenzo Pavolini, con Massimo Popolizio e Tommaso Ragno, una produzione Piccolo Teatro di Milano - Teatro d'Europa, Teatro di Roma - Teatro Nazionale, Istituto Luce Cinecittà.
Lo spettacolo teatrale è stato registrato e trasmesso da Rai 5 il 30 ottobre 2022, regia televisiva di Marco Odetto.
Nel 2022 sono iniziate le riprese della miniserie televisiva omonima tratta dal libro di Scurati, con annuncio nella sede della Festa del Cinema di Roma di regista e attore protagonista: rispettivamente Joe Wright e Luca Marinelli. Le riprese si sono concluse nel 2023 ed è stato diffuso un primo trailer ad agosto 2024. La serie in otto puntate è stata proiettata alla Mostra del cinema di Venezia ed è trasmessa su Sky Atlantic dal 10 al 31 gennaio 2025.

## Edizioni
- Antonio Scurati, M. il figlio del secolo, Milano, Bompiani, 2018, ISBN 8845298132.